# 이스라엘 밀리토샨
이스라엘 밀리토샨(아르메니아어: Իսրայել Միլիտոսյան, 1968년 8월 17일 ~ )은 아르메니아의 역도 선수이다.

## 생애
아르메니아 레니나칸(지금의 귬리)에서 태어난 밀리토샨은 1980년 사촌 바르단 밀리토샨의 지도하에 역도를 시작했고, 1987년 소련 대표팀에 합류하였다.

## 선수 경력
밀리토샨은 자신의 시대에서 최고의 역도 선수 중 하나였다. 소련을 대표한 그는 1988년 서울 올림픽에서 자신의 올림픽 무대에 데뷔하여 337.5 kg의 총 라이트급 (67.5 kg) 부문에서 은메달을 획득하였다. 패배에도 불구하고, 밀리토샨은 155 kg 인상에서 올림픽 신기록을 세웠다.
다음 해, 밀리토샨은 유럽 역도 선수권 대회와 세계 역도 선수권 대회에서 우승을 거두었다. 아테네에서 열린 세계 역도 선수권 대회에서 그는 158.5 kg 인상에서 세계 기록을 세운후, 160 kg 경기에서 자신의 세계 기록을 세웠다.
소련이 해체되었지만, 밀리토샨과 다른 소련의 올림픽 선수들은 여전히 1992년 바르셀로나 올림픽에서 독립 국가 연합 팀에 참가하였다. 인상에서 밀리토샨은 155 kg을 들어올려서 자신의 이전 올림픽 기록 (150 kg)을 깨고 금메달을 획득하였다.
바르셀로나 올림픽 이후, 밀리토샨은 그의 고향 아르메니아를 표현하기 시작하고, 1994년 소콜로프에서 열린 유럽 역도 선수권 대회에 나가 인상에서 3번째 세계 기록을 세웠다.
1999년 은퇴한 후에 자신의 고향 귬리에서 역도 코치로 일하였다.